# Skottholmen
Skottholmen est une île dans le landskap Sunnhordland du comté de Vestland. Elle appartient administrativement à Kvinnherad.

## Géographie
Rocheuse et pratiquement désertique, à fleur d'eau, elle s'étend sur environ 110 m de longueur pour une largeur approximative de 81 m. Elle compte quatre bâtiments et un quai d'amarrage. 